# ريك موسى
ريك موسى (بالإنجليزية: Rick Moses)‏ هو مغن ومؤلف ومخرج وممثل أمريكي، ولد في 5 سبتمبر 1952 في الولايات المتحدة.

## وصلات خارجية
- ريك موسى على موقع IMDb (الإنجليزية)
- ريك موسى على موقع ألو سيني (الفرنسية)
- ريك موسى على موقع ميوزك برينز (الإنجليزية)
- ريك موسى على موقع أول موفي (الإنجليزية)
- ريك موسى على موقع قاعدة بيانات الأفلام السويدية (السويدية)
- ريك موسى على موقع قاعدة بيانات الفيلم (الإنجليزية)
- ريك موسى على موقع كينوبويسك (الروسية)